# Pleurospermum dentatum
Pleurospermum dentatum är en flockblommig växtart som först beskrevs av Dc., och fick sitt nu gällande namn av Charles Baron Clarke. Pleurospermum dentatum ingår i släktet piplokor, och familjen flockblommiga växter. Inga underarter finns listade i Catalogue of Life.